# Webervögel
Die Webervögel (Ploceidae), auch Widahfinken, sind eine artenreiche Familie aus der Ordnung der Sperlingsvögel (Passeriformes). Die Familie umfasst 117 Arten in 15 Gattungen. Namensgebend war der auffällige Nestbau, der für viele Arten der Webervögel charakteristisch ist.

## Vorkommen
Die meisten Arten bewohnen bewaldete Gebiete, Buschland oder offene Graslandschaften in Afrika, südlich der Sahara. Nur wenige Arten leben und brüten in Süd- oder Südostasien oder im Süden der arabischen Halbinsel.

## Merkmale
Die Körpergröße der Webervögel beträgt zwischen 8 und 24 Zentimeter. Das Brutkleid hat bei den männlichen Webervögeln meist ein gelbschwarzes, grauschwarzes oder schwarzweißes Gefieder. Die Weibchen sind in der Regel unscheinbar bräunlich gefärbt. Im Ruhekleid ähnelt das Männchen dem Weibchen. Webervögel verfügen über einen kurzen, kräftigen, konischen Schnabel, der an der Basis verhältnismäßig dick ist. Die Flügel sind mittellang und am Ende abgerundet, der Schwanz normalerweise mittellang, bei den Euplectes-Arten aber sehr lang. Beine und Zehen sind in der Regel relativ kurz, aber kräftig.

## Lebensweise und Ernährung
Webervögel leben in offenen Landschaften. Viele Arten sind Kulturfolger und leben in der Nähe des Menschen. Die lauten und geselligen Webervögel ernähren sich von Insekten, Früchten, Körnern, Samen, Pollen und Nektar. Sie sind häufig in großen Gruppen anzutreffen und können wie beim Blutschnabelweber (Quelea quelea) enorme Schäden in den Getreidefeldern anrichten. Die Schwärme der Blutschnabelweber können bis zu 100.000 Individuen umfassen, die auf der Suche nach Nahrung in einem weiten Areal umherziehen. Für Ostafrika ist belegt, dass einzelne Schwärme über 1000 Kilometer während ihrer Wanderungen zurücklegen.

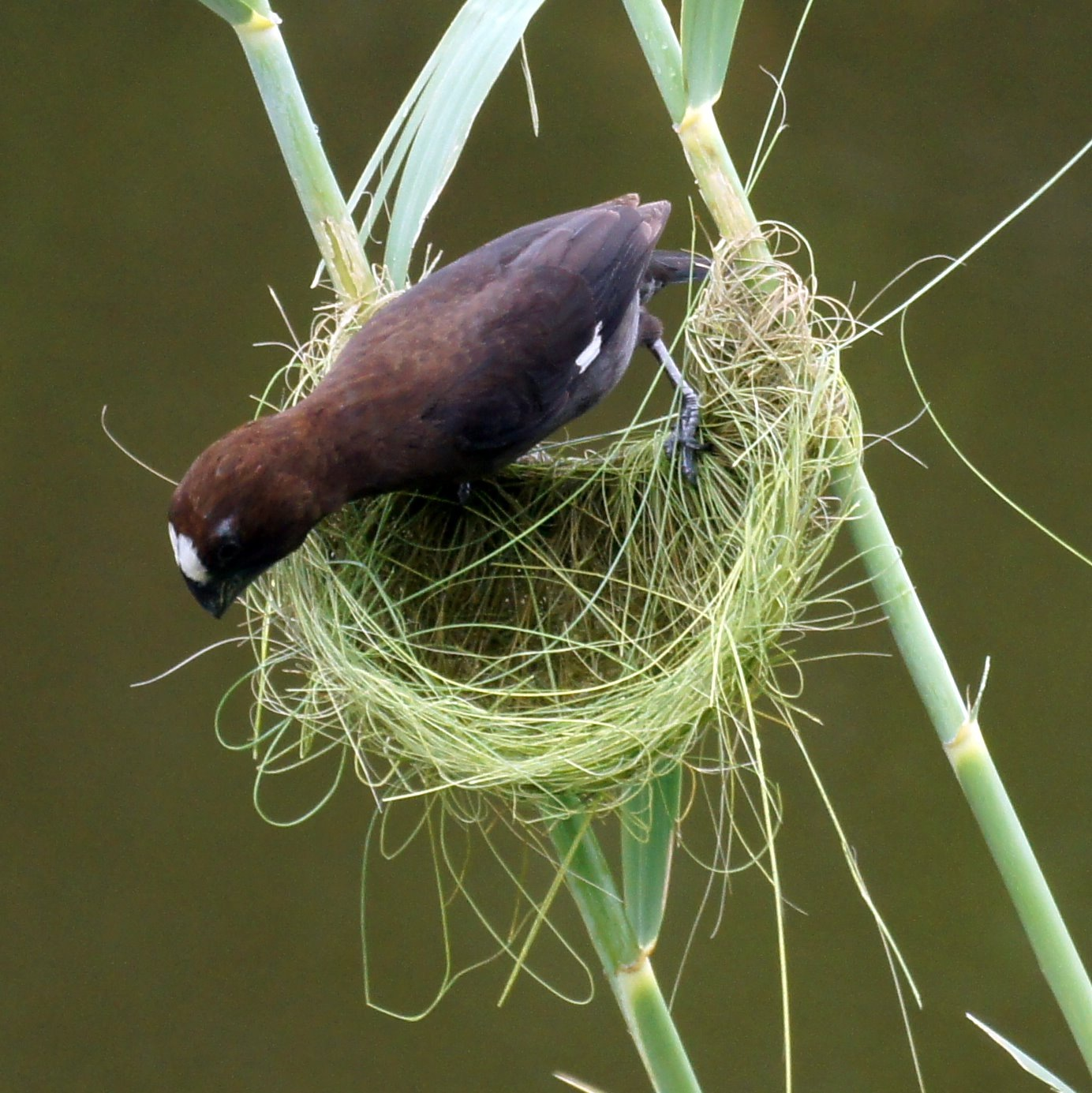
Ein Weißstirnweber beim Nestbau

## Nestbau
Viele Arten der Webervögel sind Kolonienbrüter. Die Kolonien können Tausende von Vögeln umfassen. Oft hängen in den Baumkronen der Bäume die Hängenester dicht beieinander.

### Bau

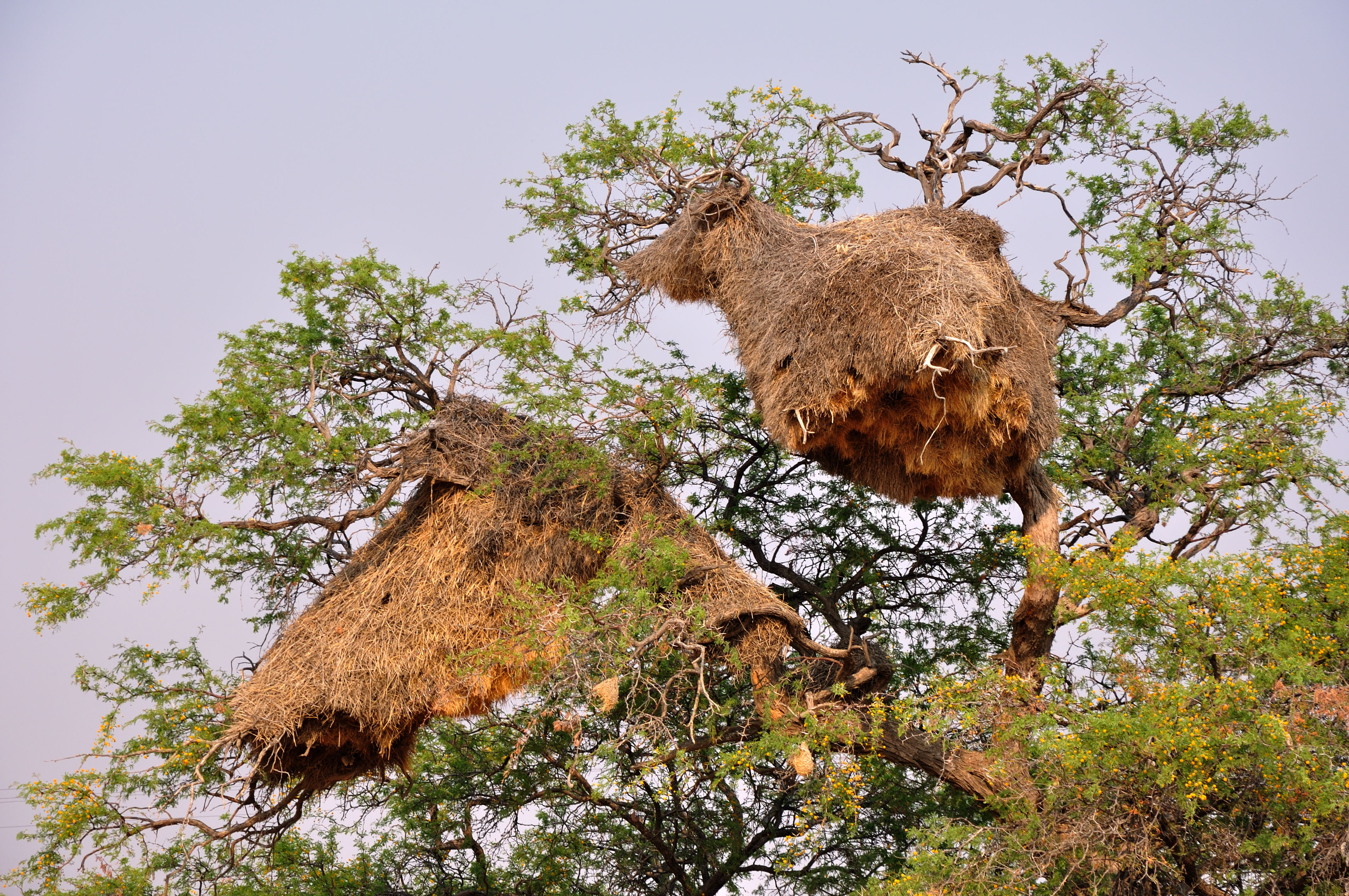
Gemeinschaftsnester des Siedelwebers an einem Baum

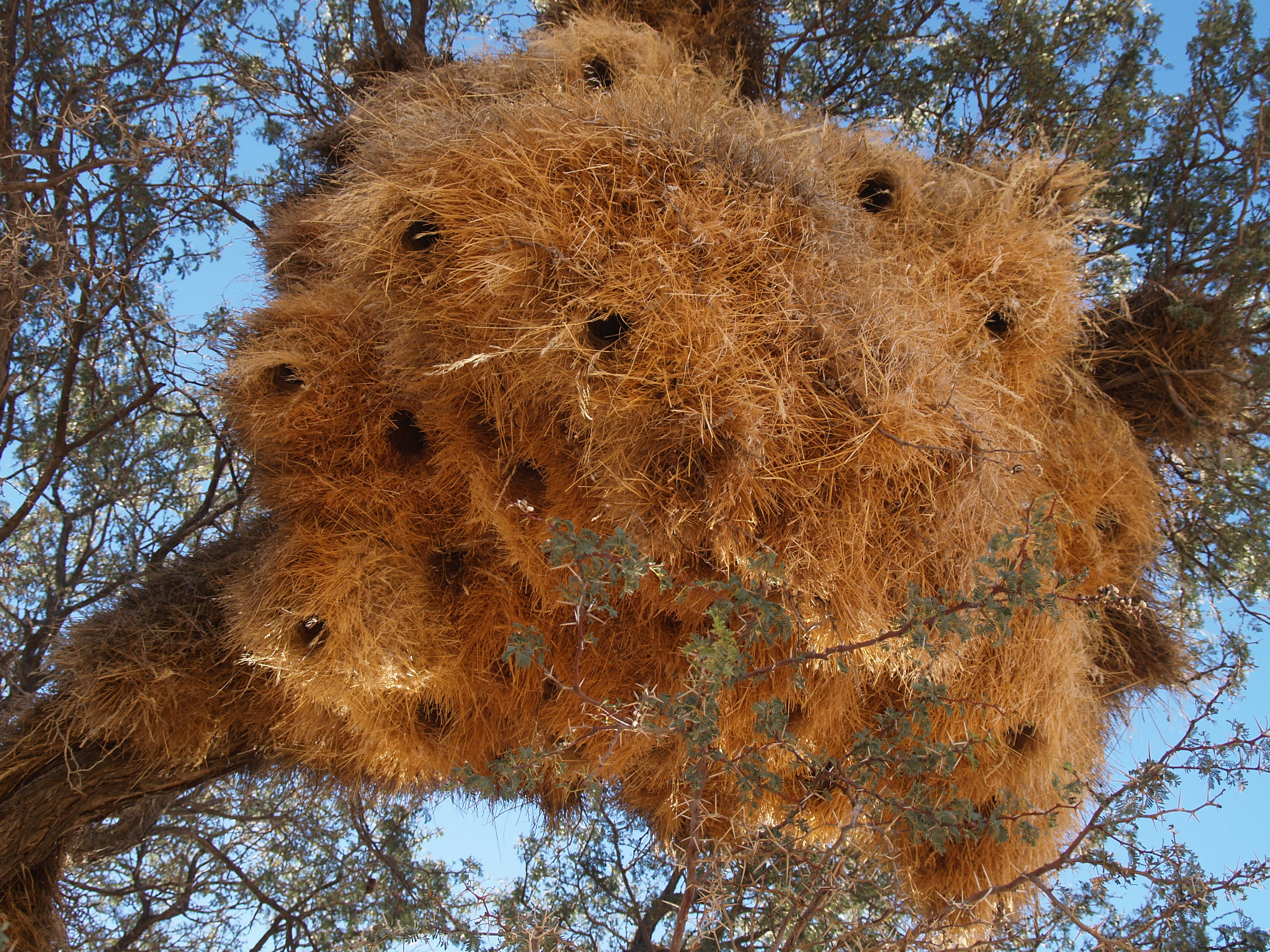
Die Eingänge zu den einzelnen Bruthöhlen des Gemeinschaftsnestes zeigen nach schräg unten, damit das Nest nicht von Raubvögeln geplündert werden kann.

Bei den Webervögeln bauen vorwiegend die leuchtend bunt gefärbten, polygamen Männchen die kompliziert gesponnenen, kunstvollen Hängenester mit langen, zugfesten und biegsamen Pflanzenfasern, Federn oder Wolle. Mit den Nestern, die vor der Balz angelegt werden, versuchen die Männchen die schlichter gefärbten Weibchen zu gewinnen. Bei vielen Arten werden von einem Männchen mehrere Nester gebaut, um sicherzugehen, dass das Weibchen eines der Nester annimmt. Wenn ein Nest von einem Weibchen angenommen wird, sorgt es für den Ausbau des Innenbereiches. Die Nester haben ein kugelförmiges oder flaschenförmiges Aussehen, die Eingangsbereiche liegen entweder seitlich oder nach unten. Die Form des Nestes und die Technik des Nestbaus variiert von Art zu Art. Bei bestimmten Arten wie beim Kurzflügelweber (Ploceus nigricollis) hat das Nest eine lange abwärts hängende Eingangsröhre. Das Nestmaterial wird mit speziellen Knoten und Schlingen unter anderem an den Zweigen der Bäume, in Büschen oder an Schilfhalmen befestigt. Die biegsamen Pflanzenfasern werden um einen Zweig gewickelt. Danach werden die gesammelten Grashalme verknüpft. Während der Vogel den Halm festhält, verschlingt er das Ende des Halmes mit seinem Schnabel und erzeugt mit der Zeit einen frei schwingenden Rohbau, der nach und nach zu einem Nest ausgebaut wird.
Neben den Einzelnestern werden auch Gemeinschaftsnester erbaut. Bei den Siedelwebern (Philetairus socius) oder auch bei den Büffelwebern (Bubalornis niger) bauen die Männchen gemeinsam an einem großen Nest aus trockenem Gras, das in Bäumen oder auf Telefonmasten angelegt wird. Es kann eine Höhe von etwa drei Meter und eine Breite von etwa 4,5 Meter erreichen. Das Nest ist in viele abgegrenzte Bereiche unterteilt und wird von mehreren hundert Vögeln bewohnt. Die röhrenartigen Einflugslöcher befinden sich unterhalb des Nestes. An einem Gemeinschaftsnest wird ständig weitergebaut. Deshalb kann es vorkommen, dass Bäume unter dem Gewicht zusammenbrechen. Besonders problematisch ist es bei Strom- oder Telefonmasten. Um einem Zusammenfall des Mastes entgegenzuwirken, müssen die Nester oft vom Menschen zerstört werden.

### Einzelne Phasen

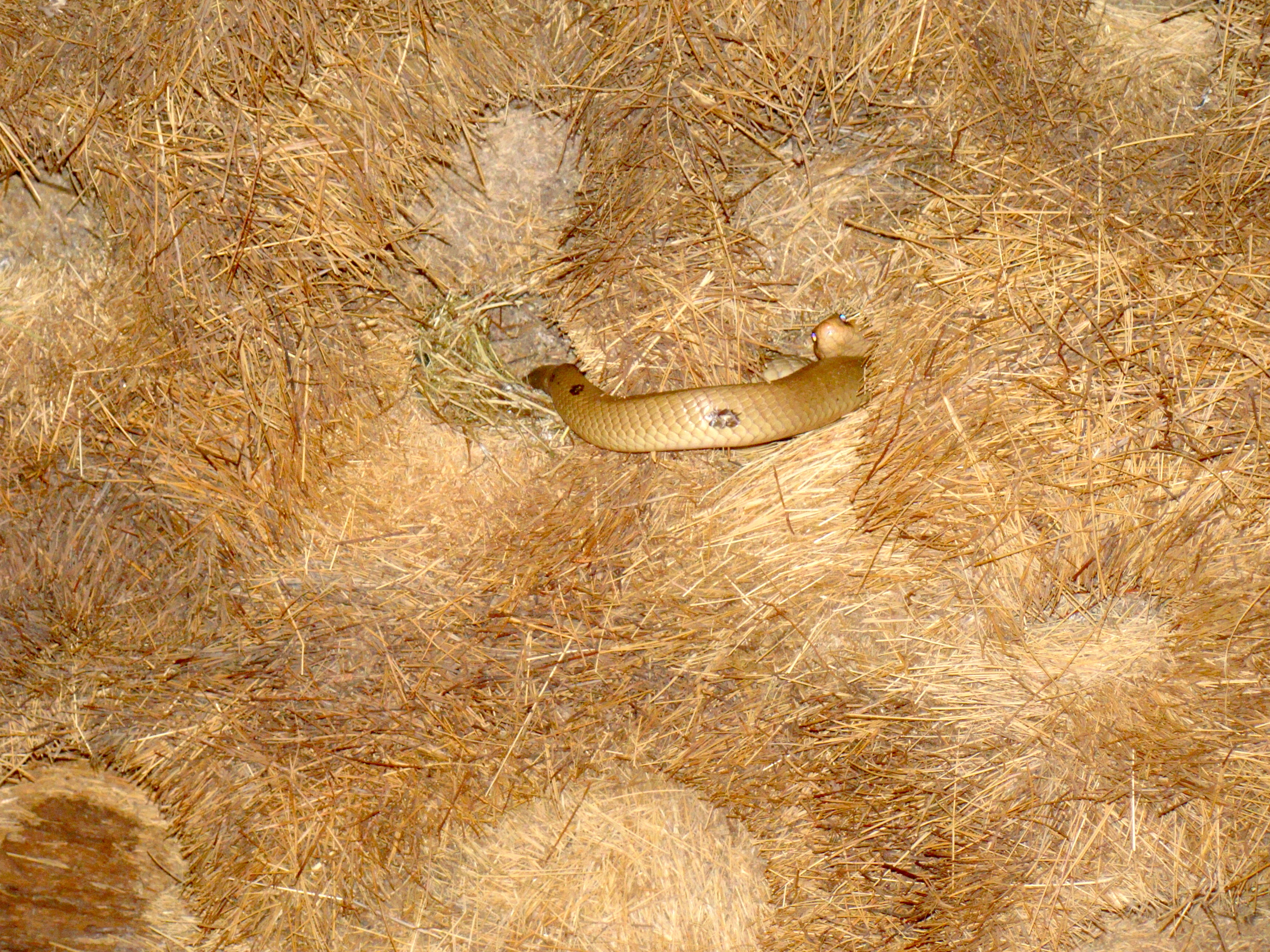
Eine Kapkobra in einem Gemeinschaftsnest von Webervögeln bei Simplon (Namibia)

Einzelne Phasen des Nestbaus am Beispiel des Kapwebers (Ploceus capensis):

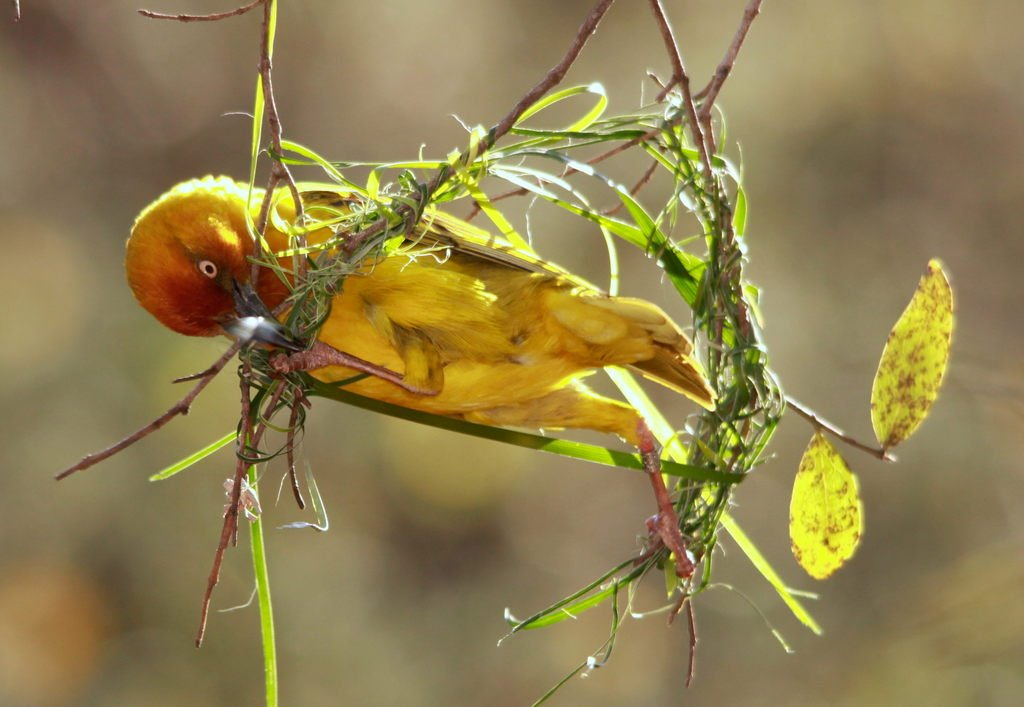
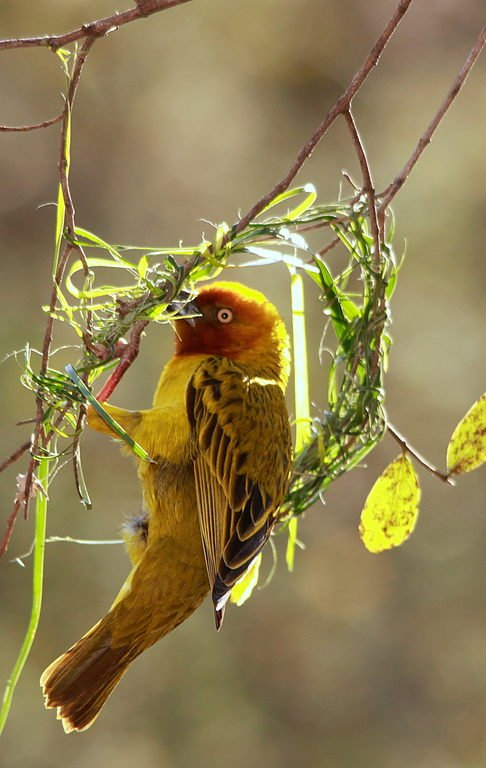
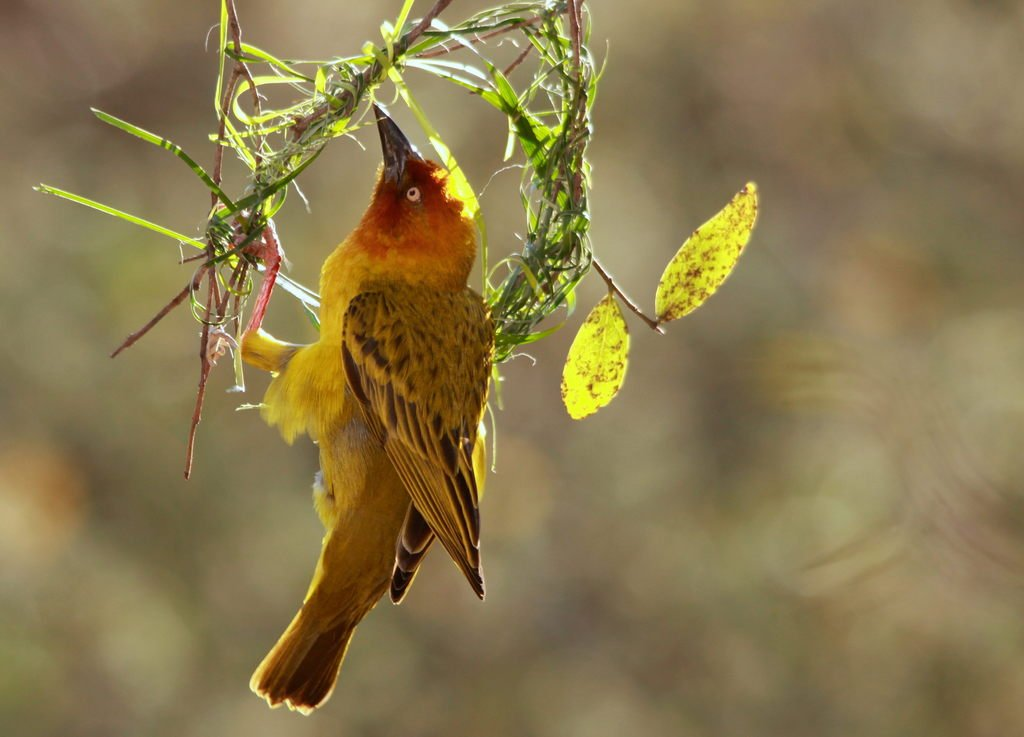
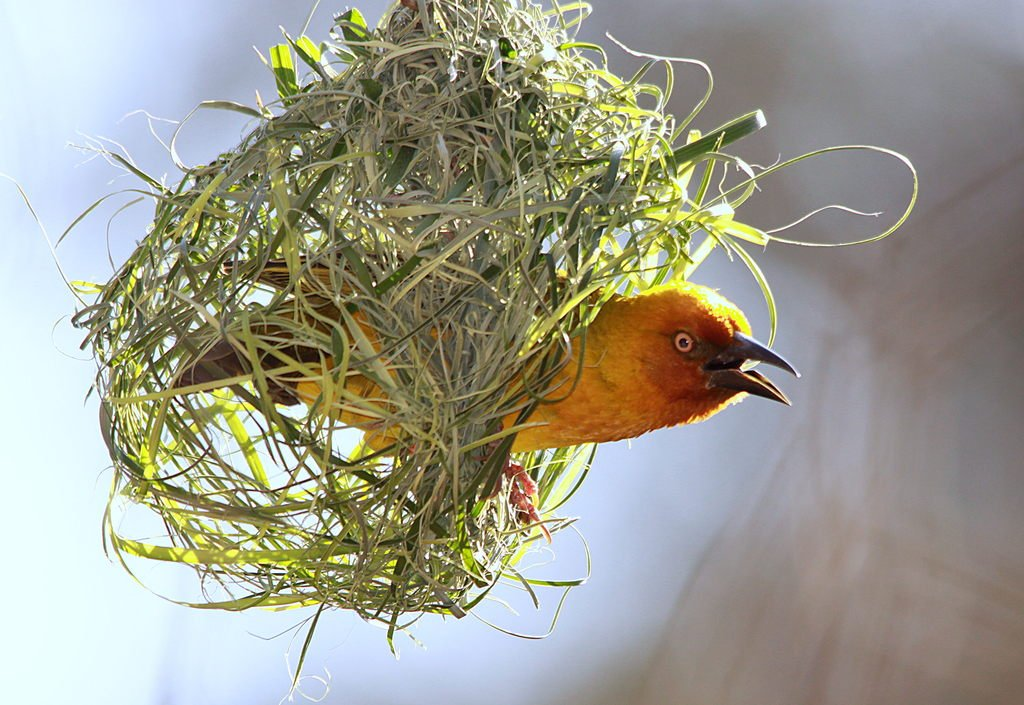
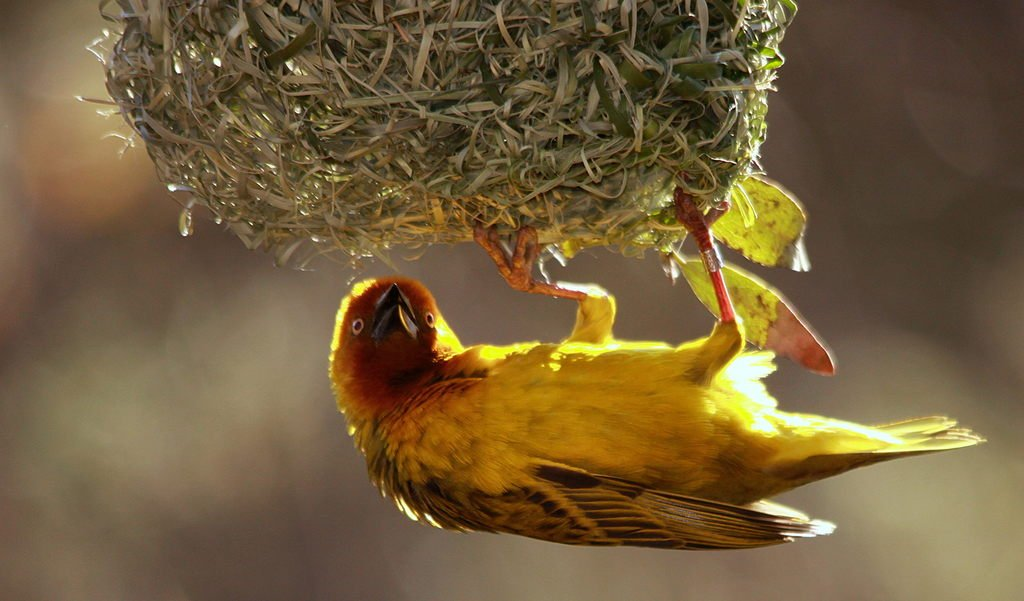

## Fressfeinde
Während der Brutzeit sind die Küken durch Großvögel wie den Adler und den Marabu bedroht sowie durch Schlangen, denen der Zugriff auf die Küken durch die häufig engen Eingangslöcher unterhalb des Nestes und die Lage des Nestes an den Spitzen der Zweige erschwert werden soll.

## Gattungen und Arten
Die Systematik der Webervögel folgt der aktuellen (2019) Liste der International Ornithological Union, die folgende 117 Arten in 15 Gattungen angibt:
- Amblyospiza (1 Art)
  - Weißstirnweber (Amblyospiza albifrons)

- Anaplectes (1 Art)

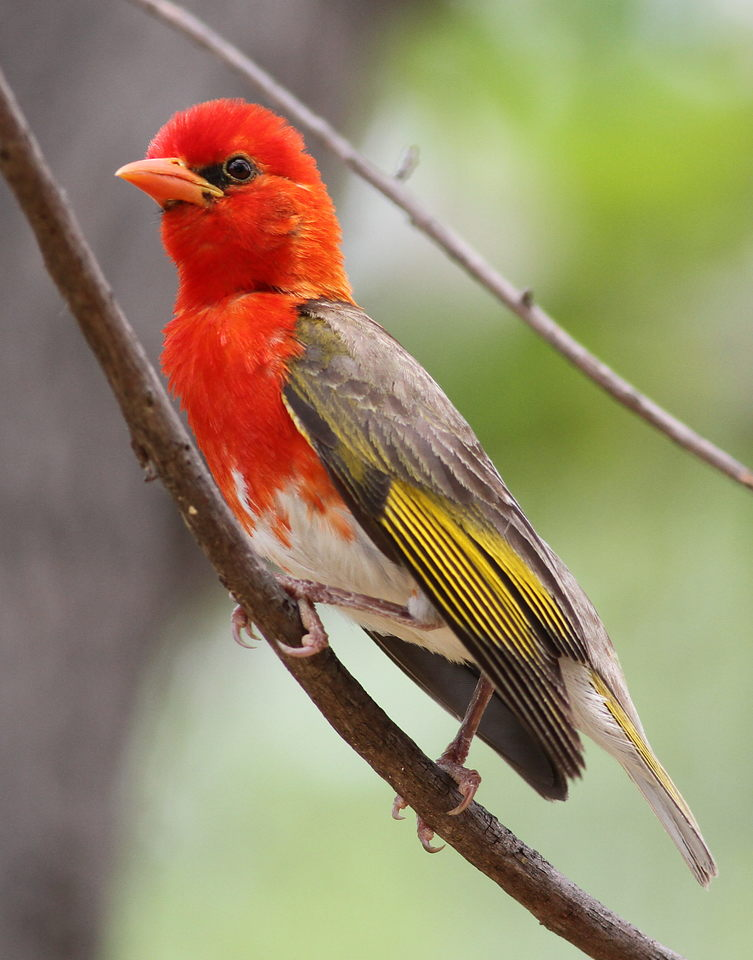
Scharlachweber
(Anaplectes rubriceps)

  - Scharlachweber (Anaplectes rubriceps)
- Brachycope (1 Art)
  - Kurzschwanzweber (Brachycope anomala)
- Bubalornis (2 Arten)
  - Alektoweber (Bubalornis albirostris)
  - Büffelweber (Bubalornis niger)
- Dinemellia (1 Art)
  - Starweber (Dinemellia dinemelli)

- Feuerweber (Euplectes) (17 Arten)
  - Tahaweber (Euplectes afer)

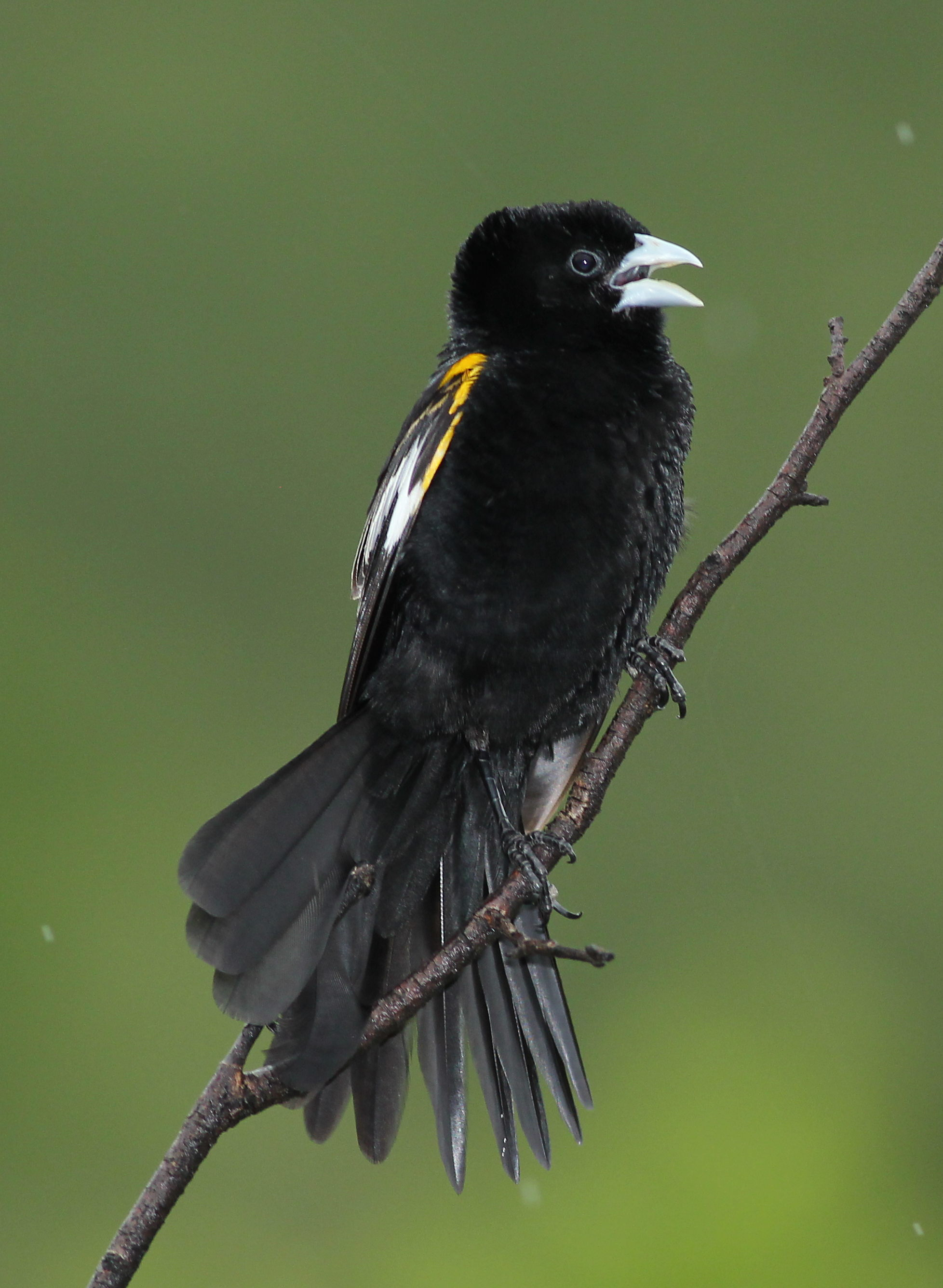
Spiegelweber
(Euplectes albonotatus)

  - Spiegelweber (Euplectes albonotatus)
  - Schildweber (Euplectes ardens)
  - Goldrückenweber (Euplectes aureus)
  - Stummelweber (Euplectes axillaris)
  - Samtweber (Euplectes capensis)
  - Diademweber (Euplectes diadematus)
  - Feuerweber (Euplectes franciscanus)
  - Bischofsweber (Euplectes gierowii)
  - Hartlaubweber (Euplectes hartlaubi)
  - Flammenweber (Euplectes hordeaceus)
  - Leierschwanzweber (Euplectes jacksoni)
  - Gelbschulterweber (Euplectes macroura)
  - Brandweber (Euplectes nigroventris)
  - Oryxweber (Euplectes orix)
  - Hahnenschweifweber (Euplectes progne)
  - Reichenowweber (Euplectes psammocromius)

- Foudia (7 Arten)

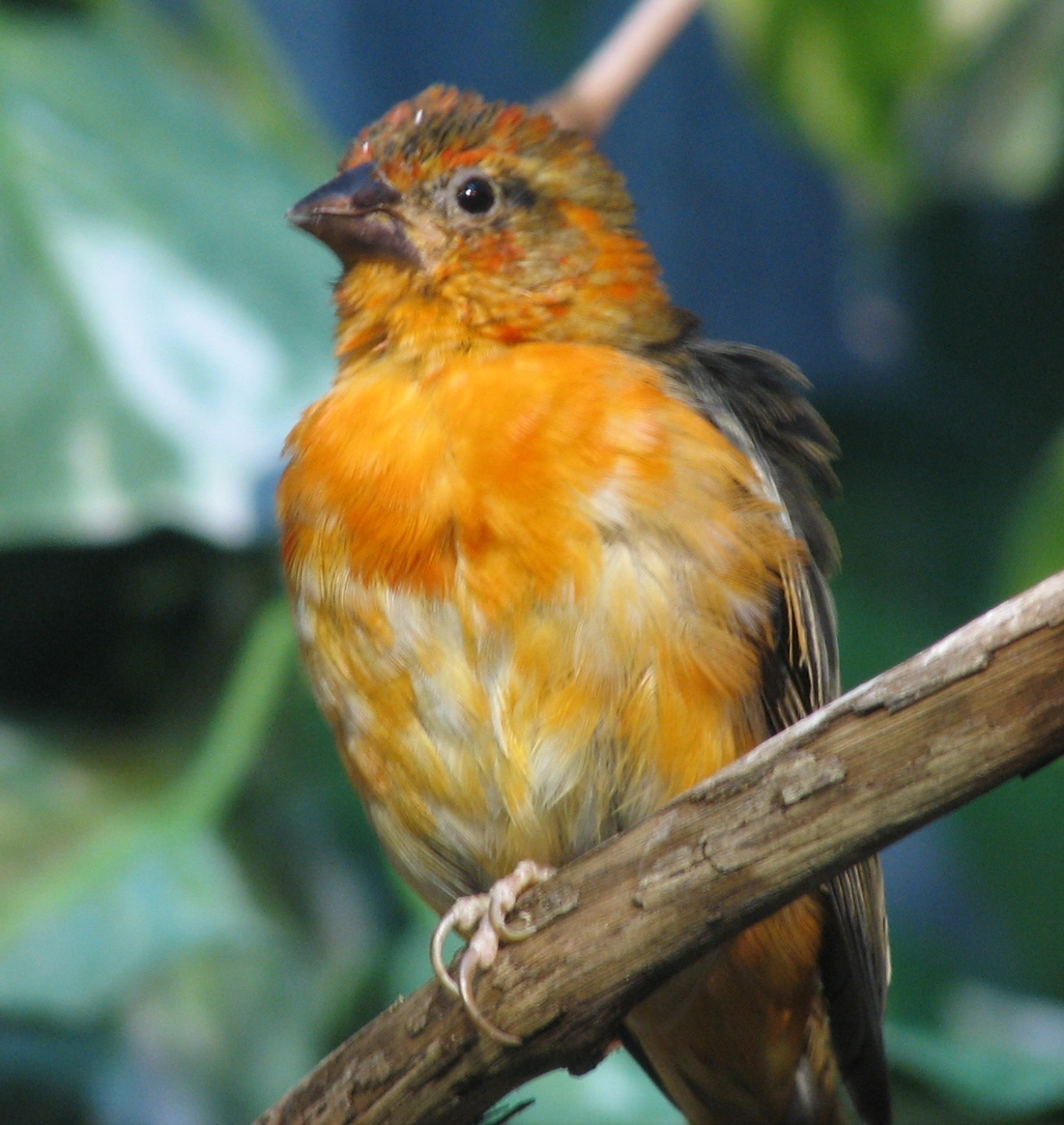
Madagaskarweber
(Foudia madagascariensis)

  - Réunion-Weber (Foudia delloni)[3] – ausgestorben
  - Komorenweber (Foudia eminentissima)
  - Rodriguezweber (Foudia flavicans)
  - Madagaskarweber (Foudia madagascariensis)
  - Rothschildweber (Foudia omissa)
  - Mauritiusweber (Foudia rubra)
  - Seychellenweber (Foudia sechellarum)
- Histurgops
  - Rotschwanzweber (Histurgops ruficauda)
- Malimbus (10 Arten)
  - Ballmann-Weber (Malimbus ballmanni)
  - Cassin-Weber (Malimbus cassini)
  - Kronenweber (Malimbus coronatus)
  - Rotbauchweber (Malimbus erythrogaster)
  - Ibadanweber (Malimbus ibadanensis)
  - Haubenweber (Malimbus malimbicus)
  - Rotkehlweber (Malimbus nitens)
  - Rachelweber (Malimbus racheliae)
  - Kletterweber (Malimbus rubricollis)
  - Rotsteißweber (Malimbus scutatus)

- Philetairus (1 Art)

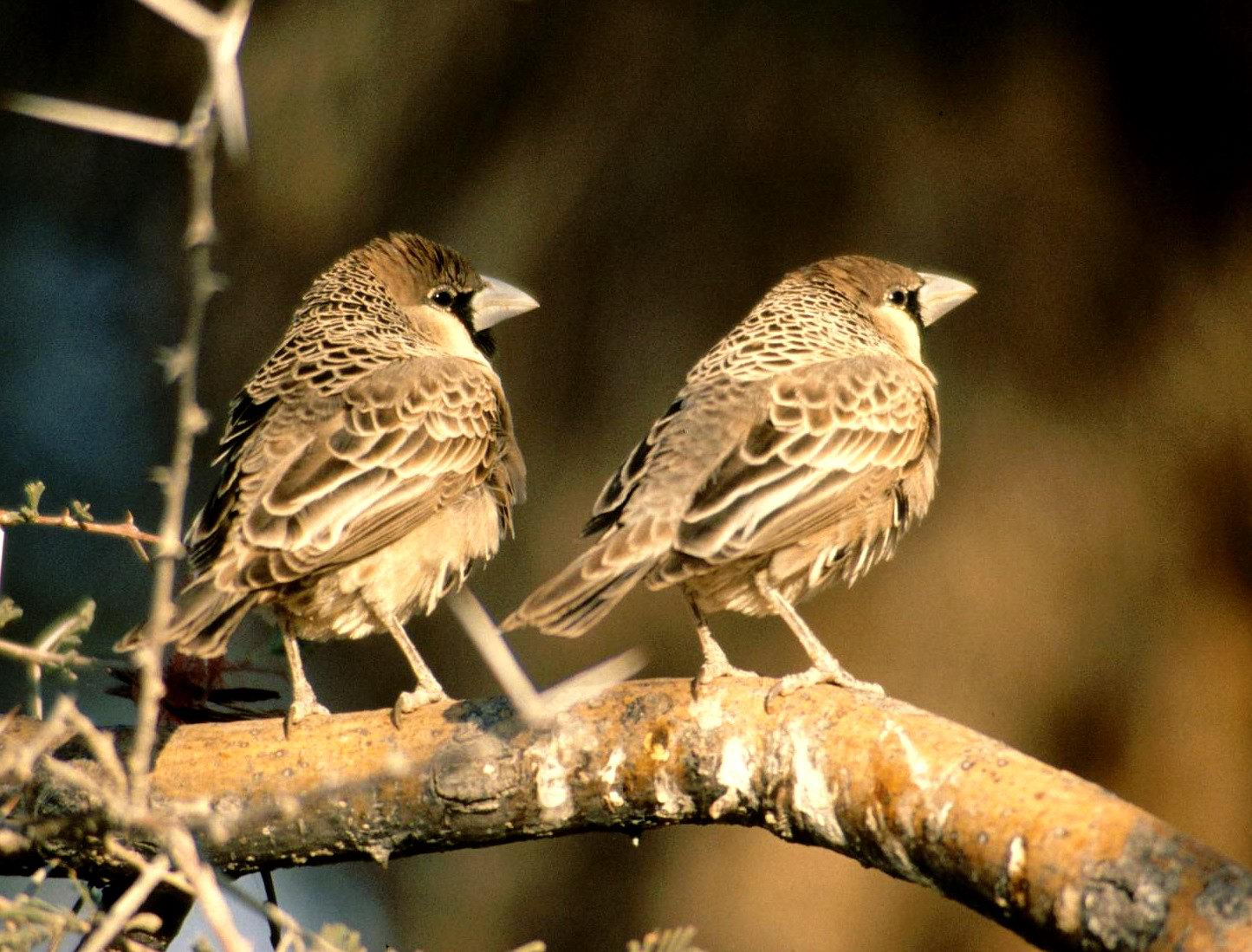
Siedelweber
(Philetairus socius)

  - Siedelweber (Philetairus socius)

- Ploceus (67 Arten)
  - Rußweber (Ploceus albinucha)
  - Meisenweber (Ploceus alienus)
  - Miomboweber (Ploceus angolensis)
  - Königsweber (Ploceus aurantius)

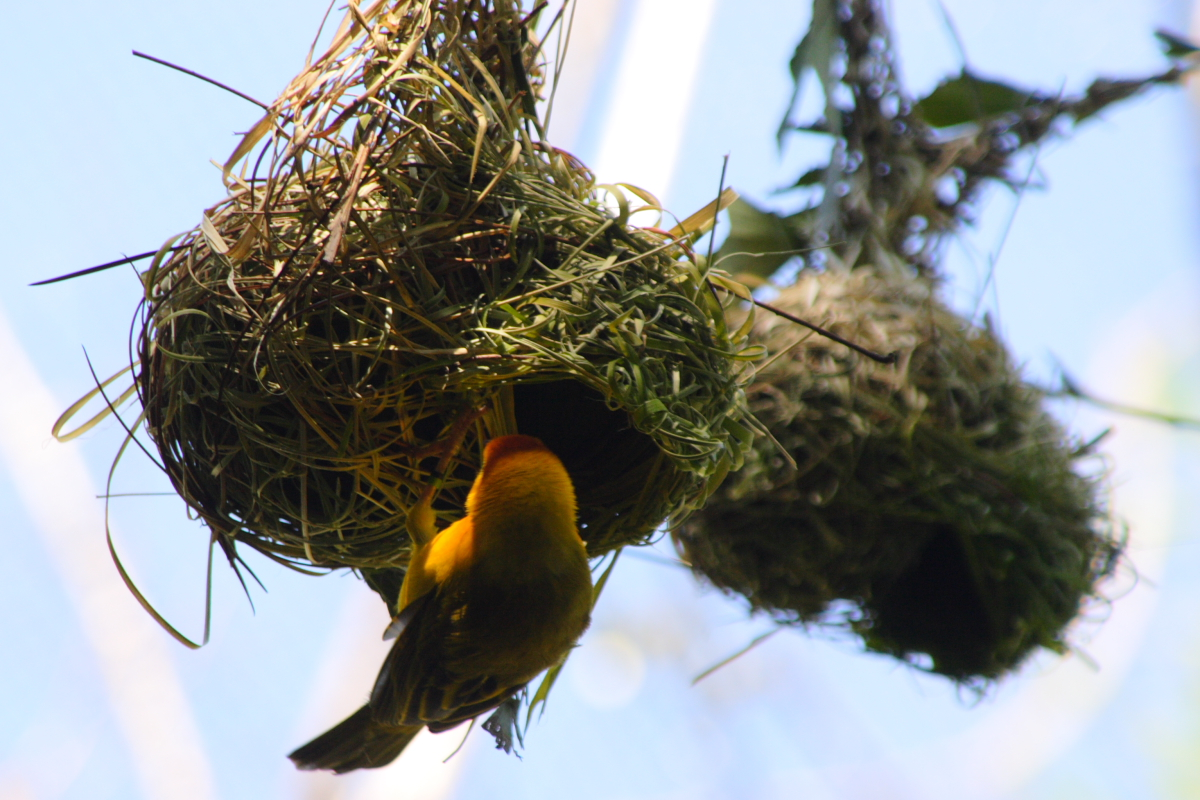
Tavetaweber (P. castaneiceps)

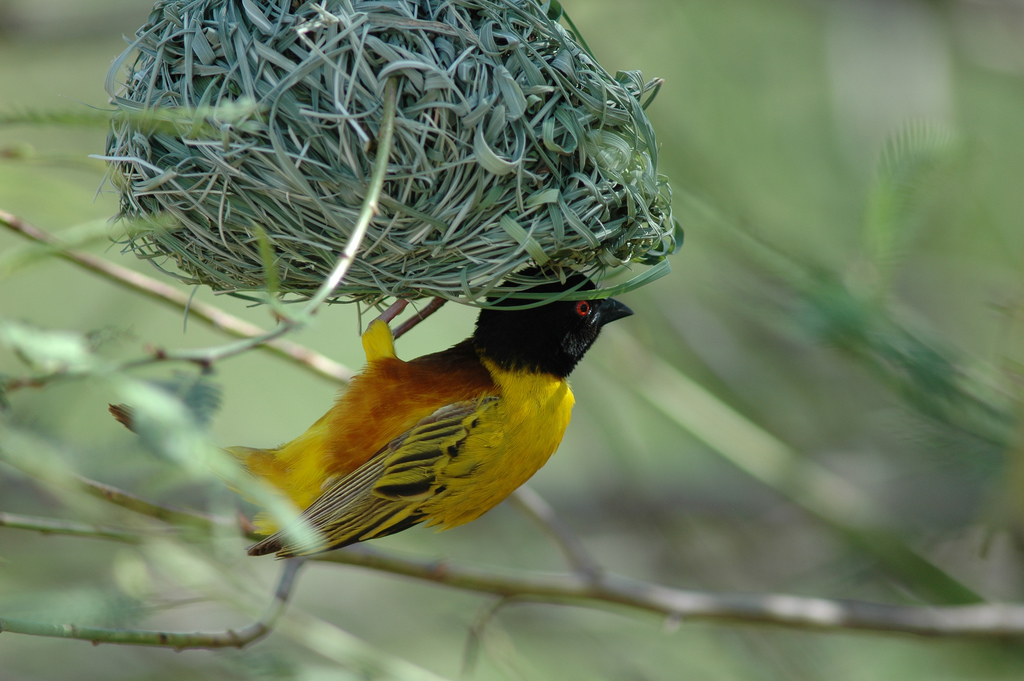
Jackson-Weber (P. jacksoni)

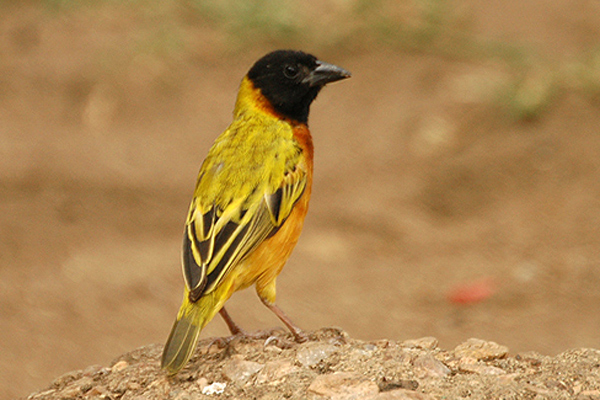
Schwarzkopfweber (P. melanocephalus)

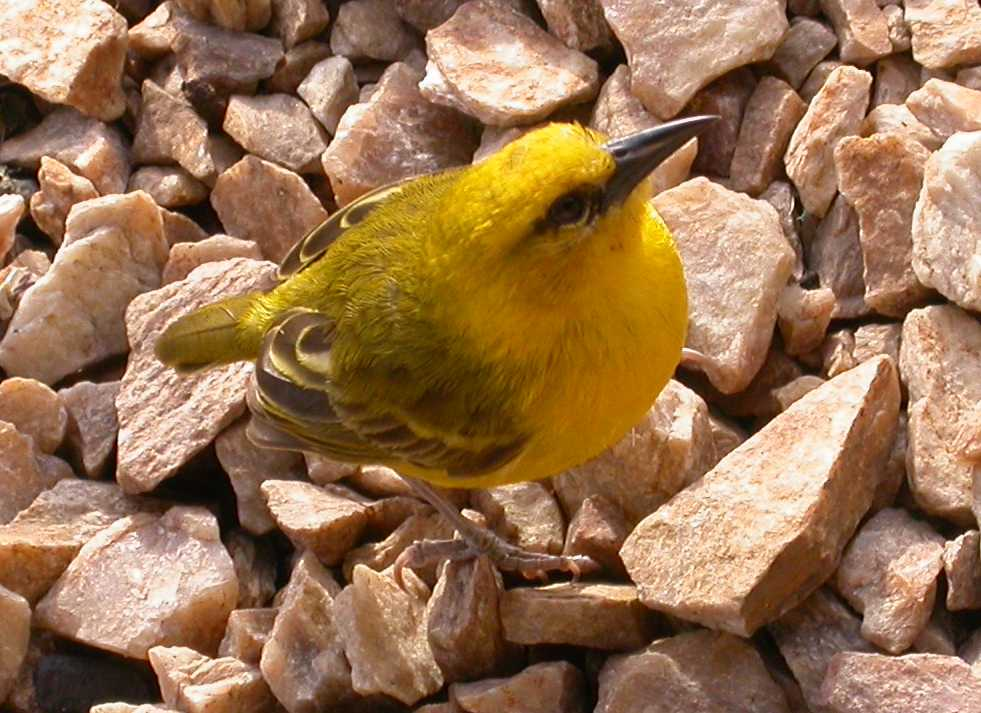
Mönchsweber (P. pelzelni)

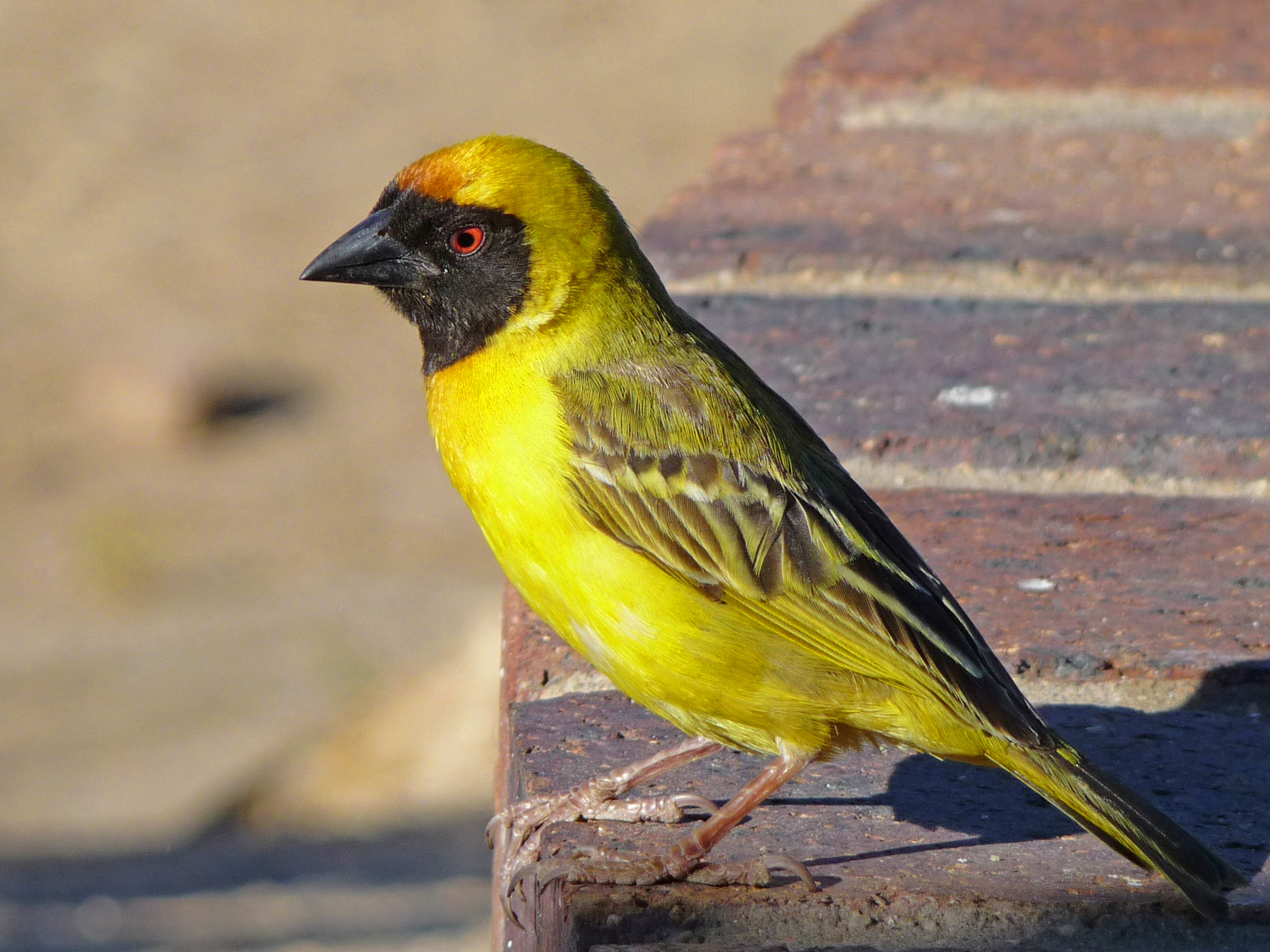
Maskenweber (P. velatus)

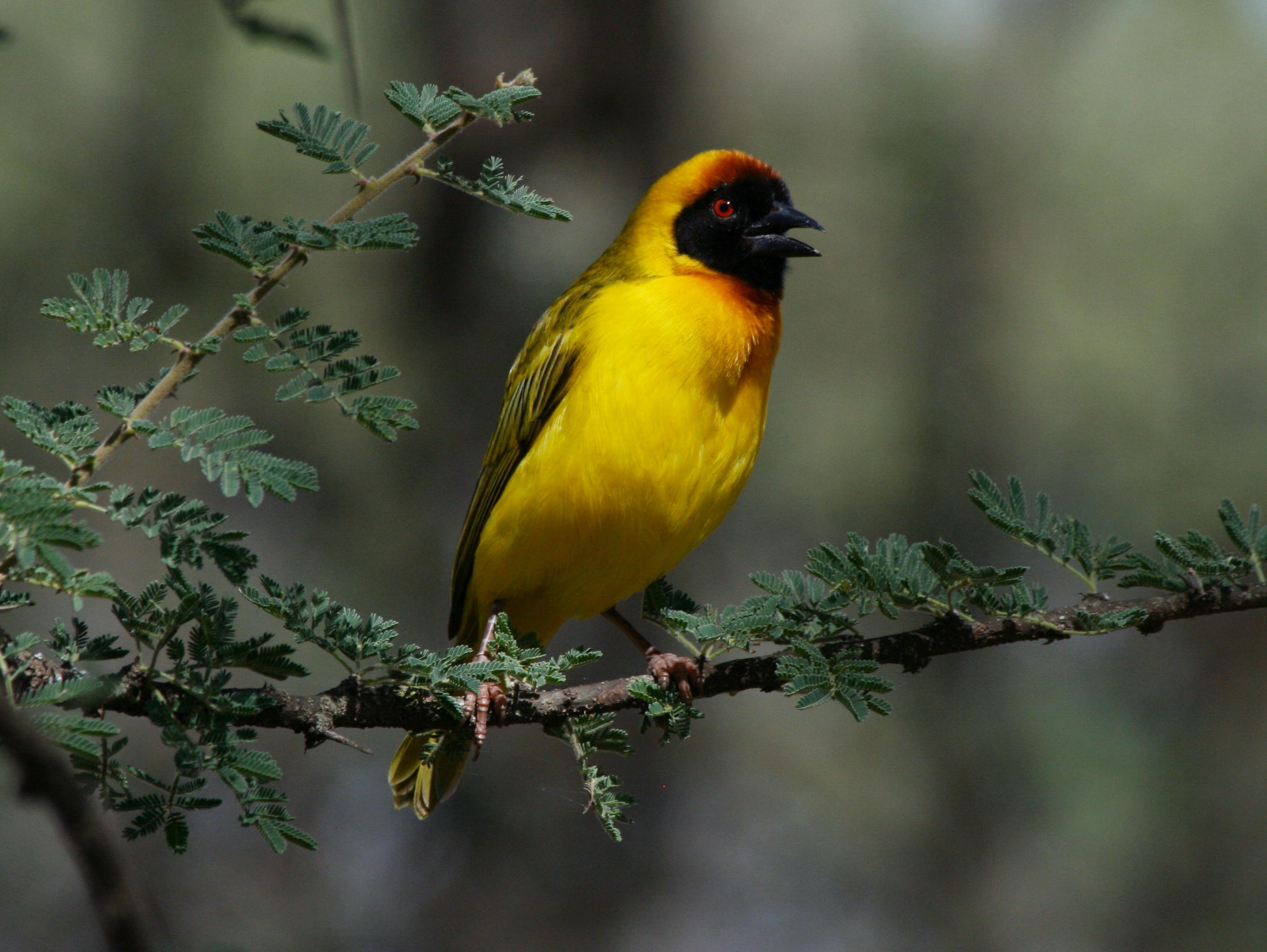
Dotterweber (P. vitellinus)

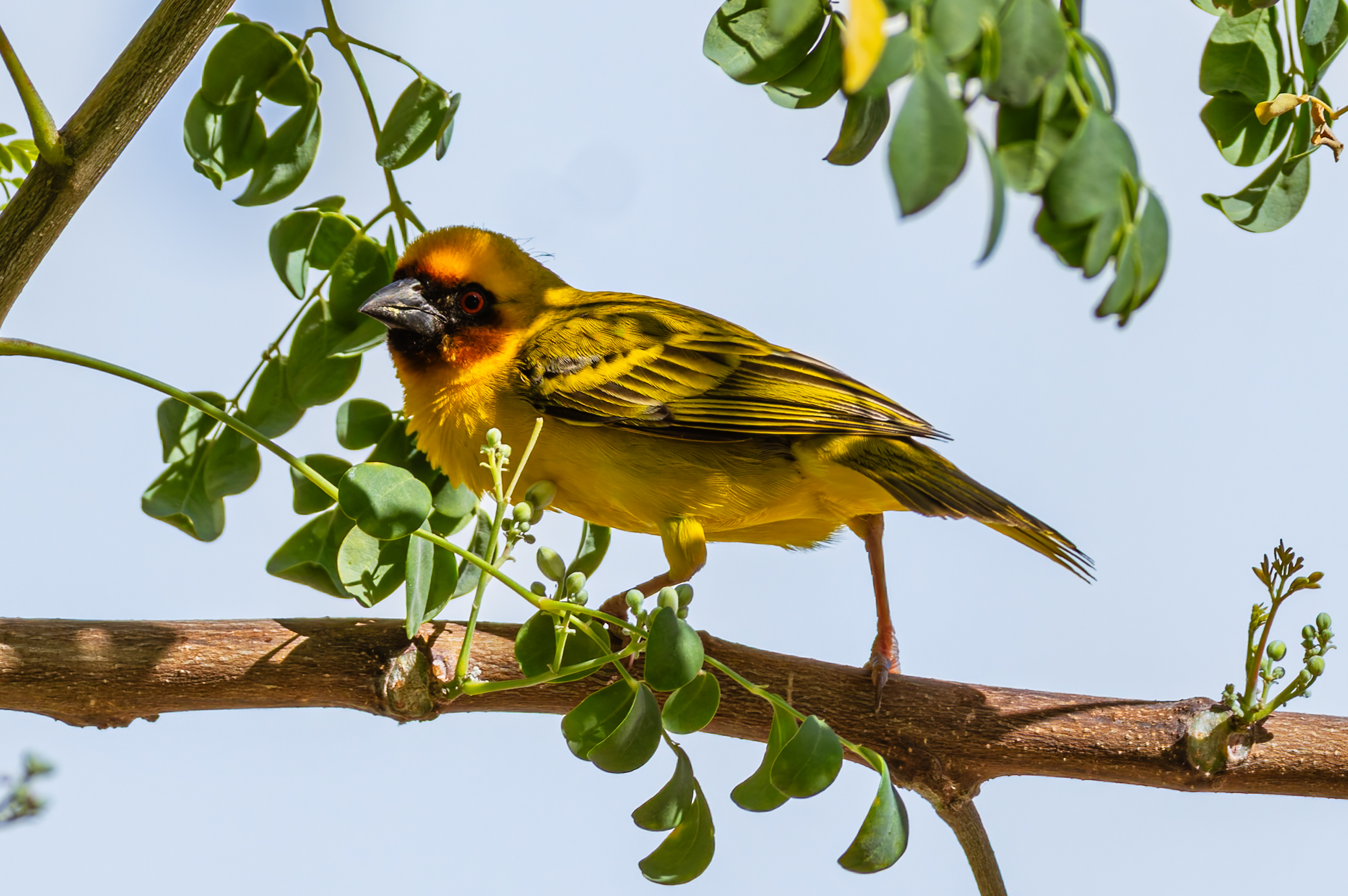
Gilbweber (P. galbula)

  - Goldnackenweber (Ploceus aureonucha)
  - Zimtweber (Ploceus badius)
  - Baglafechtweber (Ploceus baglafecht)
  - Hochlandweber (Ploceus bannermani)
  - Braunwangenweber (Ploceus batesi)
  - Bengalenweber (Ploceus benghalensis)
  - Malawiweber (Ploceus bertrandi)
  - Waldweber (Ploceus bicolor)
  - Palmenweber (Ploceus bojeri)
  - Olivnackenweber (Ploceus brachypterus)
  - Kilomberoweber (Ploceus burnieri)
  - Kapweber (Ploceus capensis)
  - Tavetaweber (Ploceus castaneiceps)
  - Riedweber (Ploceus castanops)
  - Dorfweber (Ploceus cucullatus)
  - Gelbrückenweber (Ploceus dichrocephalus, Ploceus dicrocephalus)
  - Gelbkappenweber (Ploceus dorsomaculatus)
  - Gelbfußweber (Ploceus flavipes)[4]
  - Gilbweber (Ploceus galbula)
  - Golandweber (Ploceus golandi)
  - Riesenweber (Ploceus grandis)
  - Heuglinweber (Ploceus heuglini)
  - Kernbeißerweber (Ploceus hypoxanthus)
  - Braunkappenweber (Ploceus insignis)
  - Cabanis-Weber (Ploceus intermedius)
  - Jackson-Weber (Ploceus jacksoni)
  - Katangaweber (Ploceus katangae)
  - Zwergweber (Ploceus luteolus)
  - Manyarweber (Ploceus manyar)
  - Großschnabelweber (Ploceus megarhynchus)
  - Schwarzkopfweber (Ploceus melanocephalus)
  - Schwarzbauchweber (Ploceus melanogaster)
  - Grünweber (Ploceus nelicourvi)
  - Usambaraweber (Ploceus nicolli)
  - Vieillotweber (Ploceus nigerrimus)
  - Kurzflügelweber (Ploceus nigricollis)
  - Schwarzkinnweber (Ploceus nigrimentus)
  - Brillenweber (Ploceus ocularis)
  - Olivkopfweber (Ploceus olivaceiceps)
  - Mönchsweber (Ploceus pelzelni)
  - Bajaweber (Ploceus philippinus)
  - Preuss-Weber (Ploceus preussi)
  - Prinzenweber (Ploceus princeps)
  - Reichardweber (Ploceus reichardi)
  - Maronenweber (Ploceus rubiginosus)
  - Ruwet-Weber (Ploceus ruweti)
  - Sakalavenweber (Ploceus sakalava)
  - St.-Thomas-Weber (Ploceus sanctaethomae)
  - Somaliweber (Ploceus spekei)
  - Ugandaweber (Ploceus spekeoides)
  - Goldweber (Ploceus subaureus)
  - Loangoweber (Ploceus subpersonatus)
  - Brauenweber (Ploceus superciliosus)
  - Goldmantelweber (Ploceus taeniopterus)
  - Bocage-Weber (Ploceus temporalis)
  - Dreifarbenweber (Ploceus tricolor)
  - Maskenweber (Ploceus velatus)
  - Dotterweber (Ploceus vitellinus)
  - Weynsweber (Ploceus weynsi)
  - Safranweber (Ploceus xanthops)
  - Braunkehlweber (Ploceus xanthopterus)
- Plocepasser
  - Braunwangenmahali (Plocepasser superciliosus)
  - Dornbuschmahali (Plocepasser donaldsoni)
  - Mahaliweber (Plocepasser mahali)
  - Rotrückenmahali (Plocepasser rufoscapulatus)
- Pseudonigrita
  - Marmorweber (Pseudonigrita arnaudi)
  - Schwarzkappenweber (Pseudonigrita cabanisi)
- Quelea (3 Arten)Blutschnabelweber
 (Quelea quelea)

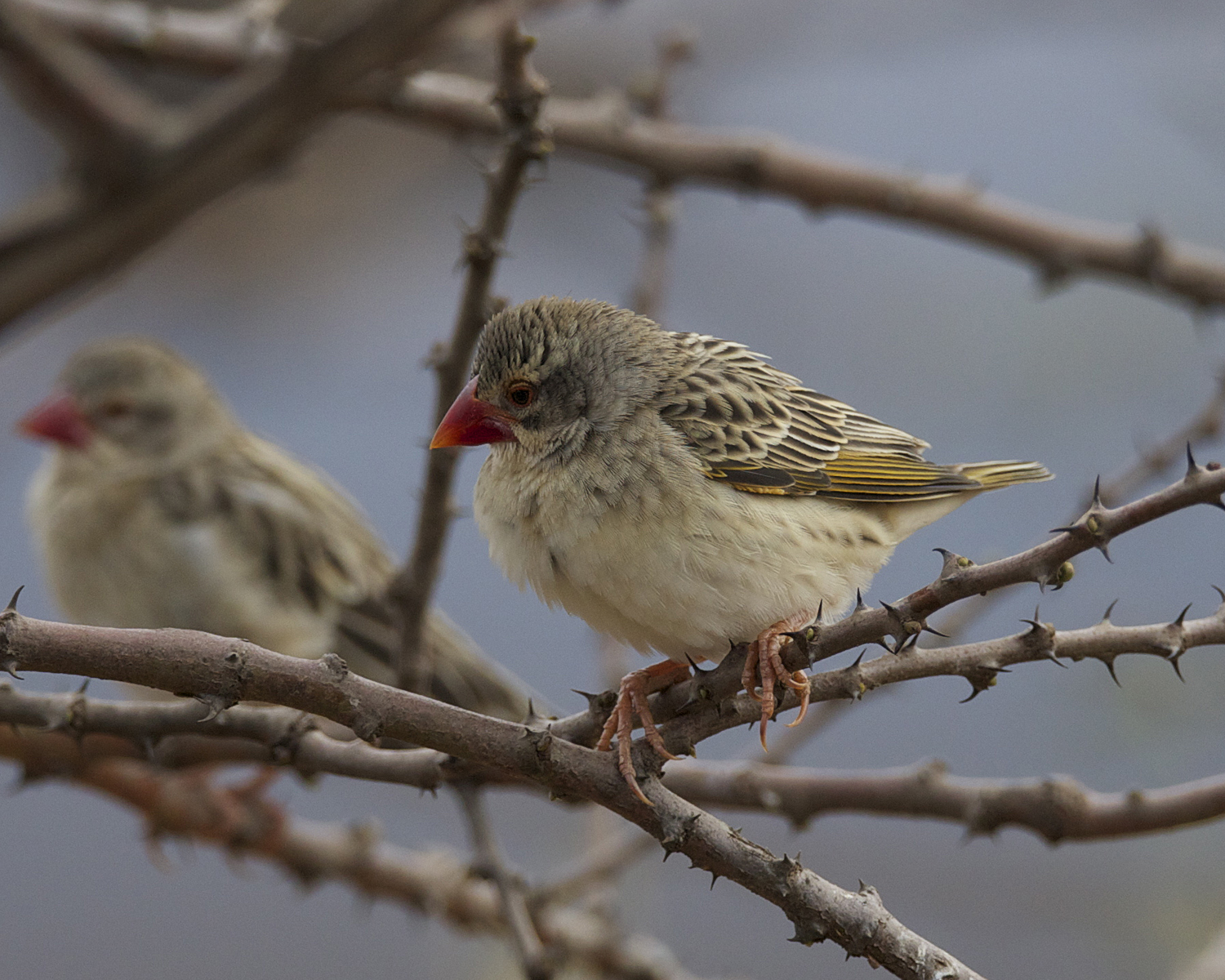
Blutschnabelweber
(Quelea quelea)

  - Kardinalweber (Quelea cardinalis)
  - Rotkopfweber (Quelea erythrops)
  - Blutschnabelweber (Quelea quelea)
- Sporopipes (2 Arten)
  - Schuppenkopfweber (Sporopipes frontalis)
  - Schnurrbartweber (Sporopipes squamifrons)